# Micranthus

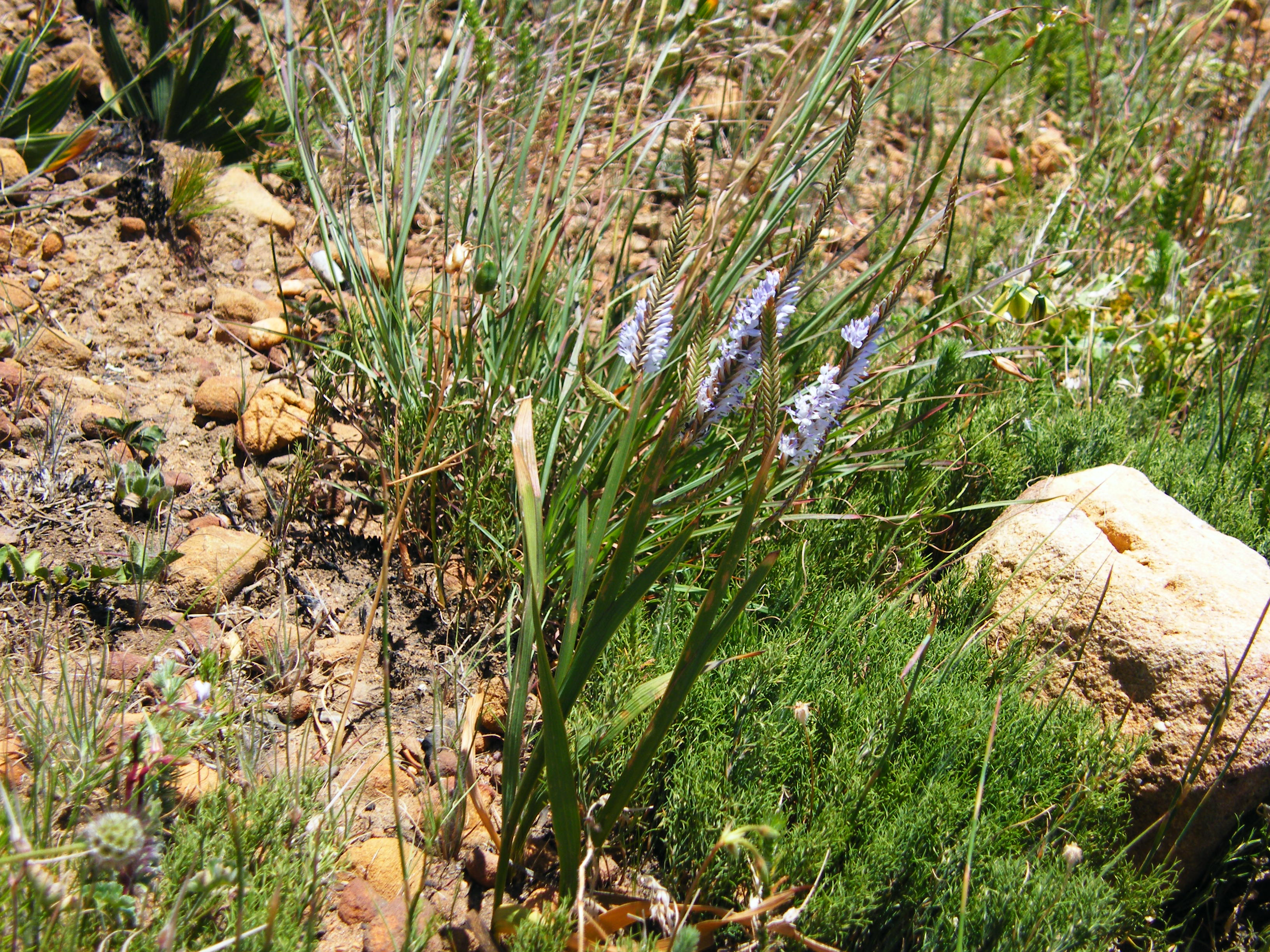
Micranthus alopecuroides

Micranthus – rodzaj roślin należący do rodziny kosaćcowatych (Iridaceae). Obejmuje 7 gatunków. Wszystkie występują tylko w południowo-zachodniej części Afryki Południowej.

## Morfologia
PokrójByliny (geofity) z kulistymi bulwocebulami, korzeniącymi się od dołu, okrytymi włóknistą tuniką.
LiścieNieliczne. Najniższe wykształcone jako łuskowate katafile, poza tym liście dwojakiego rodzaju – płaskie z wyraźną wiązką centralną i dęte, rurkowate lub pełne i zaokrąglone na przekroju.
KwiatyZebrane w gęste kwiatostany kłosokształtne, wyraźnie dwustronne dwurzędki. Kwiaty grzbieciste i utrzymujące się na pędzie przez kilka dni. Wsparte są dwoma przysadkami, skórzastymi w części centralnej i błoniastymi na brzegu. Wewnętrzna przysadka na szczycie wycięta. Listki okwiatu zrośnięte w dole w krótką, walcowatą rurkę, w górze szeroko rozpostarte, podobnej długości. Pręciki trzy, łukowato wygięte, z pylnikami podługowatymi, pękającymi podłużnie. Zalążnia dolna, trójkomorowa, siedząca, zwieńczona cienką szyjką słupka głęboko rozdzieloną.
OwoceTrójkomorowe, drewniejące, niewielkie torebki zawierające po 2–4 nasiona w każdej z komór.

## Systematyka
Rodzaj z plemienia Watsonieae, z podrodziny Crocoideae z rodziny kosaćcowatych (Iridaceae). Najbliżej spokrewniony rodzaj to Thereianthus.
Wykaz gatunków
- Micranthus alopecuroides (L.) Eckl.
- Micranthus cruciatus Goldblatt & J.C.Manning
- Micranthus filifolius Goldblatt & J.C.Manning
- Micranthus junceus (Baker) N.E.Br.
- Micranthus simplex Goldblatt &  J.C.Manning
- Micranthus thereianthoides Goldblatt & J.C.Manning
- Micranthus tubulosus (Burm.f.) N.E.Br.